# Porta Serrata
 (mars 2020).
Pour les articles homonymes, voir Serrata (homonymie).
La Porta Serrata est une porte située sur le côté nord des remparts de Ravenne. 

## Histoire
La Porta Serrata est située où se trouvait le remblai de la rivière Montone, détournée en 1739. La porte actuelle a été érigée en 1583 et jusqu'alors, l'ouverture principale de la ville au nord était constituée de Porta Anastasia. Les documents établissent que le concepteur de la porte est l'ingénieur Giovanni Antonio Giappuccini et les architectes étaient Pier Francesco Piccinini et Marco Previati, selon le document de 1608. À partir du XIIIe siècle, la porte a commencé à s'appeler Porta Anastaxe et a été ouverte sur le Murnuovo. La porte a été fermée (ou verrouillée) par les Polentani au XVe siècle. En 1441, la fermeture fut confirmée par les Vénitiens pour des raisons de sécurité militaire. En 1511, avec le gouvernement papal, elle a été rouverte, à la grande satisfaction du peuple. 
En 1582, le cardinal Guido Ferreri a procédé à un renouvellement urbain de la ville, qui a conduit malheureusement à la démolition de la Porta Aurea. Pour compléter l'intervention urbaine, le Cardinal a fait concevoir une nouvelle porte en fermant l'ancienne Porta Anastasia. Pendant une certaine période, la porte a également été appelée Giulia, en l'honneur du pape Jules II, mais ce dernier a également hérité du nom de l'ancienne porte. La porte a été restaurée par le cardinal Legato Alderano Cybo. La reconstruction s'est terminée en 1650, comme indiqué dans l'épigraphe SPQ RAV. AD MDCL. De plus, le nom de famille Cybo a été gravé sur la clé de voûte de l'arc externe.  
Privée de fonctions défensives, la porte a un caractère militaire qui rappelle la présence importante de la milice civique. 